# Tuna Luso Brasileira
El Tuna Luso Brasileira o conocido simplemente como Tuna Luso es un club de fútbol de la ciudad de Belém, en el estado de Pará en Brasil.

## Historia
El club fue fundado el 1° de enero de 1903 por residentes portugueses de la ciudad como Tuna Luso Caixeiral un club de deportes náuticos, más tarde, en 1926, fue nombrado Tuna Luso Comercial y finalmente, el 12 de junio de 1967, adopta su actual nombre Tuna Luso Brasileño. El club también dispone de otras ramas deportivas como remo, natación y baloncesto entre otras.
Sus principales adversarios futbolísticos son el Paysandu SC y el remo, los tres clubes son considerados como los 3 grandes de Pará.
Dentro del fútbol profesional destacan sus 10 títulos del Campeonato Paraense, 1 Campeonato de Serie B y uno de Serie C. En cuanto a participaciones suma tres en el Campeonato Brasileño de Serie A (1979, 1984 y 1986), y 14 apariciones en Serie B desde 1971.

## Estadio
El equipo disputa sus partidos en el Estadio Francisco Vasques, popularmente conocido como Estadio do Souza con una capacidad para 5.000 personas y de propiedad del club.

## Entrenadores
- Ary Grecco (?-julio de 1984)[1]
- José Dutra dos Santos (enero de 1985-?)[2]
- Paulo Mendes (?-junio de 1986)[3][4]
- Antenor Ambrósio (interino-junio de 1986)[4]
- Clésio Esmael (junio de 1986-julio de 1986)[5][6]
- José Dutra dos Santos (julio de 1986-septiembre de 1987)[6][7]
- Miguel Cecim (septiembre de 1987-febrero de 1987)[7][8][9][10]
- Ernesto Paulo (febrero de 1987-agosto de 1987)[10][11][12][13]
- Sinomar Naves (agosto de 1987-enero de 1988)[13][14]
- Miguel Cecim (enero de 1988-mayo de 1988)[14][15][16]
- Fernando Oliveira (mayo de 1988-marzo de 1989)[17][18]
- José Maria Macêdo (marzo de 1989-mayo de 1989)[19]
- Rui Pacheco (interino - mayo de 1989-junio de 1989)[20][21]
- Fernando Oliveira (junio de 1989-?)[22]

## Palmarés
- Títulos nacionales
  - Campeonato Brasileño de Serie B (2): 1985
  - Campeonato Brasileño de Serie C (1): 1992

- Títulos estaduales
  - Campeonato Paraense (10): 1937, 1938, 1941, 1948, 1951, 1955, 1958, 1970, 1983, 1988